# もっこすファイヤー
もっこすファイヤーは、日本のお笑いコンビ。両者共、熊本県出身で、コンビ名のもっこすは熊本弁で、「頑固者」「偏屈者」を意味する。2003年結成。よしもと熊本県住みます芸人。

## 経歴
のりをが東京の学校から熊本に帰郷しているとき、八代東高校の同級生だった拓と2人でガールズバーに行った。そのとき泥酔したのりをが酔った勢いで誘い結成された。しかし当の本人は泥酔していたため覚えてなかった。拓曰く「（誘われたとき）酔っているくせにえらくまっすぐな目をして言われた」らしい。拓はのりをに誘われた翌日辞表を出したが、のりをはそれから学校を辞めずに1年通っていたため、拓は1年宙ぶらりんだったらしい。
2011年から吉本興業が展開している47都道府県プロジェクト「あなたの街に住みますプロジェクト」の一環として、熊本県の住みます芸人に就任している。それゆえローカルタレントとしての活動が増えてきた。熊本ロコスタである。

## メンバー
たく（本名：山田拓、 1981年11月1日（43歳） - ツッコミ担当、旧芸名は拓（たく）。）
身長：173cm 星座：蠍座
- 立ち位置は右。
- 熊本県上天草市（旧：松島町）出身。熊本県立八代東高等学校卒業[1]。
- 芸人になる前は美容師として2年ほど働いていた。
- ピンネタもあり R-1ぐらんぷり2010 3回戦敗退
- 自宅脇に畑を借り自家製ニンニクの栽培しており「たくちゃんとにんにく」として販売を行っている。

のりを（本名：山本記央、1981年6月12日（44歳） - ボケ担当。)
身長：184cm 星座：双子座
- 立ち位置は左。
- 熊本県八代市二見出身。八代市立二見中学校、熊本県立八代東高等学校卒業[1]。
- ライセンス藤原のことを「社長」と呼ぶ
- 芸人になる前はトヨタカローラ熊本で整備士として働いていたが辞職し、東京の自動車整備学校に通っていた。
- 畑を開墾し「二見レモン」として栽培を行っている。

## 芸風
主に漫才。テンションの高いのりをの行動に対し拓が緩やかな突っ込みを入れる。漫才の始めに拓が「どーも。もっこすファイヤーでーす!よろしくお願いしまーす」と言った後にのりをが「ん〜チョイチョイ!」と言いながら親指、人差し指、中指を前に突き出すのがつかみとなっている。

## 出演

### テレビ番組

#### レギュラー番組
- もっこすファイヤーのちょいスト（RKK熊本放送） 
  - 2011年7月より開始、月1回（毎月第1火曜深夜）放送のミニ番組。初回は7月6日24:20-24:25。コンビ初の冠番組でもある。
- 英太郎のかたらんね（TKUテレビ熊本）
  - 毎週月曜日放送の「しらべてハイヨ」コーナーリポーター。
- サタココ（KKTくまもと県民テレビ）
- RKKの休憩室（RKK熊本放送）

### ＣＭ
- 西部ガスショールームヒナタ熊本
- KKT荒尾住宅展示場

#### 過去の出演番組
- 爆笑レッドカーペット（フジテレビ） キャッチコピーは「火の国から来たヘンな奴」
- 新春ゴールデンピンクカーペットSP（フジテレビ、2009年1月1日） キャッチコピーは「火の国から来たヘンな奴」
- オールザッツ漫才（毎日放送）
- 笑う妖精（テレビ朝日、2010年5月30日）
- ジャック10（日本テレビ、2010年7月7日） のりをのみ
- GYAO!　千鳥のロコスタ
- カジサックのじゃないと！（KKTくまもと県民テレビ）第69回「あなとの思い出の夏うたは?」編他
- てれビタ（KKTくまもと県民テレビ）
- もっこすキッチン（KKTくまもと県民テレビ）